# Pittsfield (Nowy Jork)
Pittsfield – miasto w Stanach Zjednoczonych, w stanie Nowy Jork, w hrabstwie Otsego.